# عمر عقلي

تصوير بالرنين المغناطيسي لمخ طفل صحيح من المعهد الوطني للصحة العقلية

العمر العقلي هو مفهوم مرتبط بالذكاء. يبحث العمر العقلي في الطريقة التي يعمل بها عقل الطفل عند عمر معين –غالبا اليوم أو الآن- مقارنة بالأداء العقلي المتوسط لهذا العمر الجسدي قياسا بالسنوات. تتم مقارنة العمر الجسدي للطفل مع الأداء العقلي للطفل بناء على أدائه في اختبارات وتقييمات يضعها عالم النفس أو الطبيب النفسي. تتم مقارنة النتائج التي تحصل عليها الطفل من الأسئلة مع النتاج في متوسط المنحنى الجرسي لأطفال من نفس العمر.
إلا أن العمر العقلي يختلف طبقا لنوع الذكاء الذي يتم اختباره. يمكن أن يكون العمر العقلي لطفل متوسطا بالنسبة إلى عمره الجسدي إلا أن الذكاء العاطفي لنفس الطفل ليس ناضجا بالنسبة إلى عمره الجسدي. في هذا غالبا ما يلاحظ علماء النفس أن البنات أكثر نضجا في الذكاء العاطفي من الأولاد في السنوات البينية. كان العمر العقلي مفهوما مثيرا للجدل في وقت من الأوقات.

## التاريخ

### النظريات الأولى
أثناء معظم القرن التاسع عشر، ركزت نظريات الذكاء على قياس حجم الجماجم البشرية. اشتهر عالما الأنثروبولوجيا صامويل مورتون وبول بروكا بمحاولاتهم في ربط حجم وقدرة المخ بالقدرات العقلية.
بدأت نظريات الذكاء الحديثة في الظهور مع علم النفس التجريبي. كان هذا في وقت تحرك معظم علم النفس من الفلسفة إلى الأحياء وأسس العلوم الطبية. في 1890، نشر جيمس كاتل ما يعتبره البعض أول «اختبار عقلي». ركز كاتل بشكل أكبر على الوراثة بدلا من البيئة. أدى ذلك إلى معظم النقاش حول طبيعة الذكاء. 
كان عالم النفس الفرنسي ألفريد بينيه هو أول من عرّف العمر العقلي، والذي قدّم اختبار الذكاء في 1905 بمساعدة ثيودور سيمون. وضعت تجارب بينيه على أطفال المدارس الفرنسيين الأساس للتجارب المستقبلية على العقل طوال القرن العشرين. صنع بينيه تجربة مصممة كاختبار ينتهي سريعا ليخوضه أطفال من مختلف الأعمار. كما متوقع، أدى الأطفال الأكبر سنا بشكل أفضل في هذه الاختبارات. إلا أن الأطفال الأصغر الذين تفوقوا على متوسط أقرانهم قيل أنهم يمتلكون «عمرا عقليا» أعلى، والأطفال الذين أدوا أقل من متوسط أقرانهم قيل أنهم يمتلكون عمرا عقليا أقل. اقترحت نظريات بينيه أنه في حين أن العمر العقلي مؤشر مفيد، إلا أنه ليس مثبتا بأي حال وأن النمو الفردي أو الانحدار يمكن إرجاعهم إلى التغيرات في طرق التعلم والخبرات.
كان هنري هيربرت غودارد أول عالم نفس يجلب اختبار بينيه إلى الولايات المتحدة الأمريكية. كان غودارد من بين علماء النفس الكثيرين في 1910 الذين اعتقدوا أن الذكاء صفة ثابتة. في حين لم يعتقد بينيه أن الأمر كذلك، اعتقد معظم من كانوا في الولايات المتحدة أن الذكاء كان وراثيا.

### النظريات الحديثة
سببت قيود اختبار ستانفورد بينيه أن نشر ديفيد وكسلر مقياس وكسلر لذكاء البالغين في 1955. انقسم هذان الاختباران إلى نوعين للأطفال. كان سبب هذا الاختبار هو أن نعرف نتيجة الفرد ونقارنه بغيره من نفس العمر بدلا من القياس بناء على العمر الرقمي والعمر العقلي. المتوسط الثابت هو 100 نقطة ومتوسط الامتداد بين 85 و115. هذه النتائج قياسية حاليا وتُستخدم في اختبار ستانفورد بينيه أيضا.